# Joseph Natterer
Josef Franz Natterer (Viena, 28 de mayo de 1819 - Jartum, 17 de diciembre de 1862) fue un médico, pionero de la fotografía, diplomático y explorador austríaco.

## Biografía
Fue hijo del ornitólogo vienés Joseph Natterer y se doctoró en medicina. Josef y su hermano Johann August mejoraron la técnica del daguerrotipo en 1840 y 1841, al aumentar la sensibilidad de las placas de plata utilizando una mezcla de bromo, yodo y cloro. Realizaron fotografías en menos de un segundo utilizando un objetivo de retrato fabricado por Petzval. Fue la primera vez en la historia de la fotografía que se tomaron instantáneas. 
A través de su padre, Joseph encontró trabajo como conservador en el Gabinete Imperial de Historia Natural. En 1855, Natterer renunció a este cargo para acompañar al explorador Theodor von Heuglin al África. En el otoño de 1856, navegaron por el Nilo hasta la localidad sudanesa de Dongola, luego cruzaron el desierto de Bayuda y llegaron a Jartum a principios de diciembre.
Nueve meses más tarde, August von Genczik, debido a su enfermedad, le confió provisionalmente la representación diplomática del Imperio Austríaco en Sudán. Durante los años siguientes, Natterer también ejerció como jefe del viceconsulado francés y de la Misión de Cultivo Inglesa en Abisinia. Regresó brevemente a Viena en 1858, llevando varios animales africanos para la colección imperial de animales salvajes de Schönbrunn. 
En 1858, fue elegido miembro de la Academia Alemana de las Ciencias Naturales Leopoldina y en 1840, fue presentado por el entomólogo francés Félix Édouard Guérin-Méneville como miembro número 207 de la Sociedad Cuvierana. 
A partir de enero de 1859, volvió de nuevo como vicecónsul austríaco a Jartum. Fue amigo del traficante de esclavos francés Alphonse de Malzac, que había dirigido una estación en el sur de Sudán, en Rumbek. Natterer, a partir de las informaciones de Malzac y de sus propias investigaciones, envió un informe a las autoridades egipcias en el que describía a los comerciantes europeos del Nilo Blanco como ladrones, asesinos y traficantes de esclavos, lo que le granjeó muchos enemigos. Después de sufrir dos intentos de asesinato por estos motivos, viajó a Egipto, donde informó al virrey, y a Constantinopla, donde fue honrado por el sultán.
Natterer regresó a Jartum y, tras una disputa con el nuevo cónsul general austríaco en Alejandría, Gustav Franz Freiherr Schreiner, renunció a su cargo de vicecónsul austríaco en el verano de 1862. En diciembre murió en Jartum debido a la malaria.